# دي جي فريش (منتج تلفزيوني)
دي جي فريش (بالإنجليزية: Thato Sikwane)‏ هو منتج تلفزيوني جنوب أفريقي، ولد في 15 سبتمبر 1972 في بوتسوانا.